# The Concubine
The Concubine är en roman från 1966 skriven av den nigerianska författaren Elechi Amadi. Boken är hans debutroman, och utspelar sig i en avlägsen by i östra Nigeria.